# Нікола Серафімов
Нікола Серафімов (мак. Никола Серафимов, нар. 11 серпня 1999, Скоп'є) — македонський футболіст, захисник угорського клубу «Відеотон».
Виступав, зокрема, за клуби «Брегальниця» (Штип) та «Залаеґерсеґ», а також національну збірну Північної Македонії.

## Клубна кар'єра
Народився 11 серпня 1999 року в місті Скоп'є. Вихованець футбольної школи клубу «Вардар».
У дорослому футболі дебютував 2017 року виступами за команду «Пелістер», в якій того року взяв участь у 3 матчах чемпіонату. 
Протягом 2018 року захищав кольори клубу «Вардар».
Своєю грою за останню команду привернув увагу представників тренерського штабу клубу «Брегальниця» (Штип), до складу якого приєднався на умовах оренди 2018 року. Відіграв за клуб зі Штипа наступний сезон своєї ігрової кар'єри.
У 2019 році повернувся до клубу «Вардар». Цього разу провів у складі його команди один сезон.
З 2020 року один сезон захищав кольори клубу «Академія Пандєва». Більшість часу, проведеного у складі «Академії Пандєва», був основним гравцем захисту команди.
З 2021 року один сезон захищав кольори клубу «Залаеґерсеґ». Граючи у складі «Залаеґерсеґа» також здебільшого виходив на поле в основному складі команди.
До складу клубу «Відеотон» приєднався 2022 року. Станом на 28 жовтня 2023 року відіграв за клуб з Секешфегервара 20 матчів в національному чемпіонаті.

## Виступи за збірні
Протягом 2019–2020 років залучався до складу молодіжної збірної Північної Македонії. На молодіжному рівні зіграв у 7 офіційних матчах.
У 2022 році дебютував в офіційних матчах у складі національної збірної Північної Македонії.

## Статистика виступів

### Статистика клубних виступів
| Сезон             | Команда            | Чемпіонат         | Чемпіонат | Чемпіонат | Національний кубок | Національний кубок | Національний кубок | Континентальні кубки | Континентальні кубки | Континентальні кубки | Інші змагання | Інші змагання | Інші змагання | Усього | Усього |
| Сезон             | Команда            | Ліга              | Ігор      | Голів     | Ліга               | Ігор               | Голів              | Ліга                 | Ігор                 | Голів                | Ліга          | Ігор          | Голів         | Ігор   | Голів  |
| ----------------- | ------------------ | ----------------- | --------- | --------- | ------------------ | ------------------ | ------------------ | -------------------- | -------------------- | -------------------- | ------------- | ------------- | ------------- | ------ | ------ |
| вер.-груд. 2017   | «Пелістер»         | ЧМ                | 3         | 0         | КМ                 | -                  | -                  | ЛЄ                   | -                    | -                    |               | -             | -             | 3      | 0      |
| січ.-черв. 2018   | «Вардар»           | ЧМ                | 3         | 0         | КМ                 | 1                  | 0                  | ЛЄ                   | -                    | -                    |               | -             | -             | 4      | 0      |
| 2019-лют. 2020    | «Вардар»           | ЧМ                | 12        | 0         | КМ                 | -                  | -                  |                      | -                    | -                    |               | -             | -             | 12     | 0      |
| 2020–21           | «Академія Пандєва» | ЧМ                | 25        | 0         | КМ                 | 3                  | 0                  |                      | -                    | -                    |               | -             | -             | 28     | 0      |
| 2021–22           | «Залаеґерсеґ»      | ЧУ                | 26        | 4         | КУ                 | 2                  | 0                  |                      | -                    | -                    |               | -             | -             | 28     | 4      |
| Усього за кар'єру | Усього за кар'єру  | Усього за кар'єру | 69        | 4         |                    | 6                  | 0                  |                      | -                    | -                    |               | -             | -             | 75     | 4      |